# Dioscorea chaponensis
Dioscorea chaponensis är en enhjärtbladig växtart som beskrevs av Reinhard Gustav Paul Knuth. Dioscorea chaponensis ingår i släktet Dioscorea och familjen Dioscoreaceae.

## Underarter
Arten delas in i följande underarter:
- D. c. chaponensis
- D. c. chazutensis